# كيوكو يانو
كيوكو يانو (矢野 喬子) (3 يونيو 1984 في يوكوهاما في اليابان – )؛ هي لاعبة كرة قدم كانت تلعب كمدافع. ولعبت مع منتخب اليابان لكرة القدم للسيدات.

## وصلات خارجية
- كيوكو يانو على موقع الاتحاد الدولي (مؤرشف)  (الإنجليزية)
- كيوكو يانو على موقع الاتحاد الأوربي (الإنجليزية)
- كيوكو يانو على موقع قاعدة بيانات كرة القدم.إي يو (الإنجليزية)
- كيوكو يانو على موقع Soccerway.com (الإنجليزية)
- كيوكو يانو على موقع عالم كرة القدم.نت (الإنجليزية)
- كيوكو يانو على موقع أوليمبيديا (الإنجليزية)